# Jegum Station
Jegum Station er en dansk jernbanestation i Jegum i Vestjylland.